# Giovan Antonio Rusconi
Pour les articles homonymes, voir Rusconi.
Giovan Antonio Rusconi est un architecte et écrivain italien de la Renaissance.

## Biographie
Giovan Antonio Rusconi est surtout connu pour sa traduction en italien de Vitruve. Ce travail, presque achevé en 1554, ne parut qu’en 1590, après la mort de l’auteur, qui probablement eut lieu après l’année 1587 ; car, dans son ouvrage (liv. 10, p. 134), il parle du transport de l’obélisque du Vatican, relevé du temple de Sixte V en 1586. Le titre de cette traduction, que Rusconi a enrichie d’un grand nombre de figures gravées sur bois, d’après ses nouveaux dessins, est Dell’architettura di Gio. Antonio Rusconi, con cento-sessanta (il y en a même plus) figure, disegnate dal medesimo, secondo i precetti di Vitruvio, e con chiarezza e brevità dichiarate, lib. 5, Venise, Giolito, 1590, in-fol. On ne doit faire aucun cas de la seconde édition, exécutée à Venise en 1660, in-fol. Poleni donne quelques éclaircissements sur l’ouvrage et l’auteur, dans ses Exercitationes vitruvianæ, Padoue, 1739, in-4°, p. 96.

## Œuvres

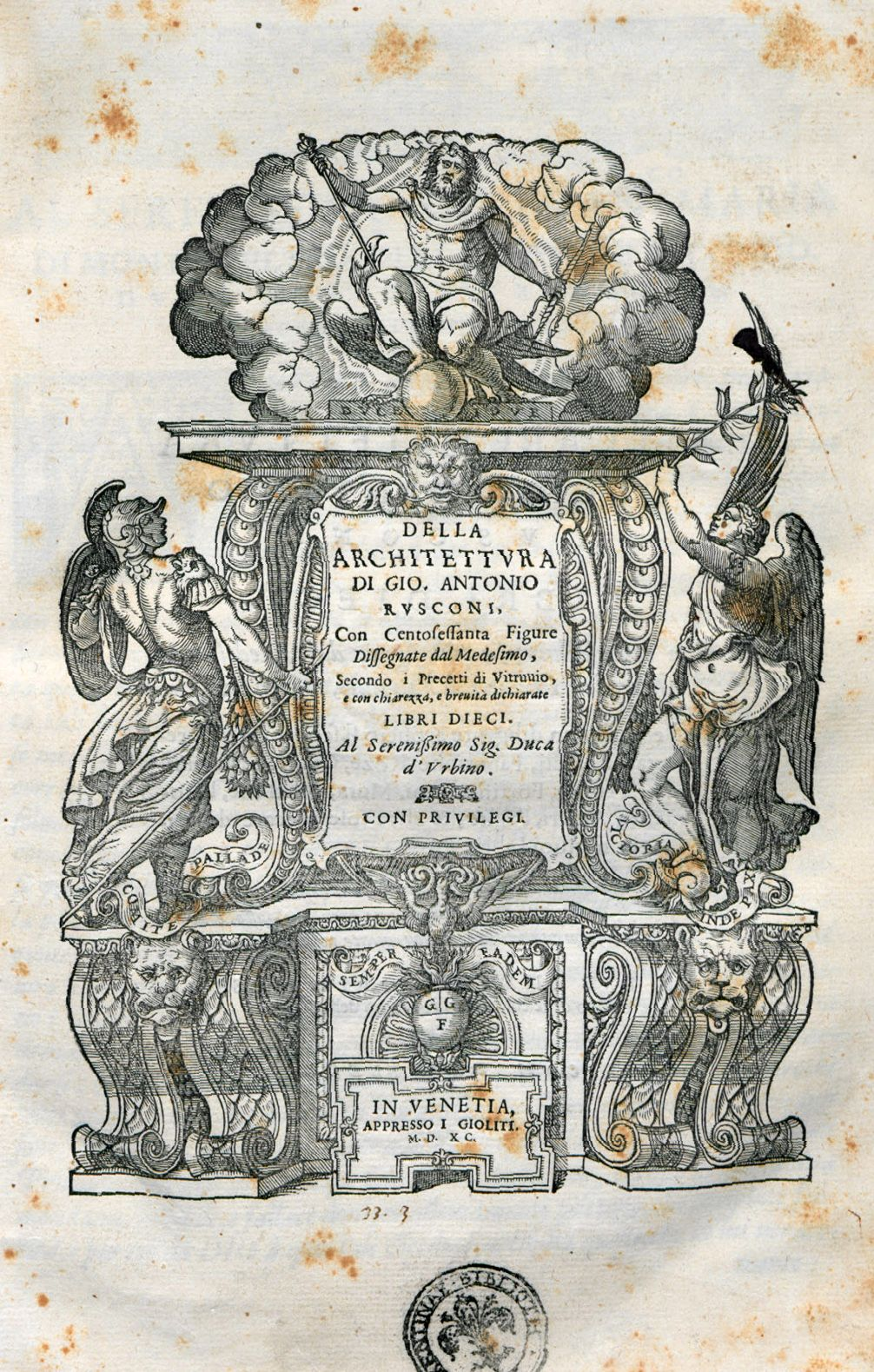
Della architettura, 1590

- Della architettura di Gio. Antonio Rusconi libri dieci, Venise, Gabriele Giolito de' Ferrari, 1590 (lire en ligne)